# رافاييل بيكر
رافاييل بيكر (بالبرتغالية: Rafael Becker‏) هو لاعب غولف برازيلي، ولد في 2 أبريل 1991 في ساو باولو في البرازيل.

## وصلات خارجية
- رافاييل بيكر على موقع رابطة لاعبي الغولف المحترفين (الإنجليزية)
- رافاييل بيكر على موقع التصنيف العالمي الرسمي للغولف (الإنجليزية)